# Arborophila torqueola
Az Arborophila torqueola a madarak osztályának tyúkalakúak (Galliformes) rendjébe és a fácánfélék (Phasianidae) családjába tartozó faj.

## Rendszerezése
A fajt Achille Valenciennes francia zoológus írta le 1826-ban, a Perdix nembe Perdix torqueola  néven.

## Alfajai
- Arborophila torqueola batemani (Ogilvie-Grant, 1906)
- Arborophila torqueola griseata Delacour & Jabouille, 1930
- Arborophila torqueola interstincta Ripley, 1951
- Arborophila torqueola millardi (E. C. S. Baker, 1921)
- Arborophila torqueola torqueola (Valenciennes, 1825)[2]

## Előfordulása
Dél- és Délkelet-Ázsiában, Bhután, Kína, India, Laosz, Mianmar, Nepál és Vietnám területén honos. Természetes élőhelyei a szubtrópusi és trópusi síkvidéki és hegyi esőerdők, valamint magaslati cserjések. Állandó, nem vonuló faj.

## Megjelenése
Testhossza 30 centiméter, testtömege 236–430 gramm.

## Életmódja
Magvakkal, hajtásokkal, bogyókkal, rovarokkal, kagylókkal és lárvákkal táplálkozik.

## Természetvédelmi helyzete
Az elterjedési területe nagyon nagy, egyedszáma pedig stabil. A Természetvédelmi Világszövetség Vörös listáján nem fenyegetett fajként szerepel.